# Der Mann, der die Sünde erfand

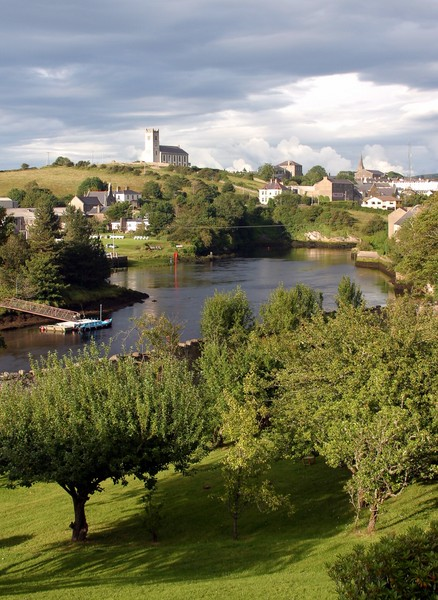
Ballyshannon, Foto aus Donegal (Irland)

Der Mann, der die Sünde erfand (im Original The Man Who Invented Sin) ist eine Kurzgeschichte des irischen Schriftstellers Seán O’Faoláin, die erstmals 1947 in der Sammlung Teresa and Other Stories im Londoner Verlag Jonathan Cape veröffentlicht wurde. Die deutsche Übersetzung von Elisabeth Schnack erschien 1980 in der Sammlung Lügner und Liebhaber im Diogenes Verlag.
Die in Ich-Form erzählte Geschichte besteht aus zwei Teilen. Im ersten Teil werden Jugenderlebnisse des Erzählers während eines Sommerkurses im Juli 1920 im gälischsprachigen Teil Irlands geschildert, wo Englisch sprechende Stadtbewohner wieder mit der keltischen Sprache und Kultur Irlands vertraut gemacht werden sollen. Der zweite, wesentlich kürzere Teil berichtet von einer erneuten Begegnung des Ich-Erzählers mit zwei der Beteiligten im Jahre 1943.
In der Darstellung des Zusammentreffens von sechs Menschen mit unterschiedlichen Auswirkungen auf die Beteiligten thematisiert die Kurzgeschichte den Konflikt zwischen unschuldiger Lebensfreude und individueller Freiheit einerseits und der Unterdrückung und Einengung durch die Autorität der irischen katholischen Kirche andererseits.
Aus den harmlosen Freizeitaktivitäten des Erzählers und einer Gruppe von vier Ordensleuten wird durch die Intervention des örtlichen Kaplans ein sündhaftes Treiben mit nachhaltigen Folgen für die Betroffenen. Das spätere erneute Zusammentreffen mit dem Geistlichen, der „die Sünde erfand“, führt am Ende zu einer deprimierenden Desillusionierung des Erzählers.

## Inhalt
Während eines Ferienkurses in der Gaeltacht im Sommer 1920 teilt sich der Erzähler eine Unterkunft in einem Bauernhaus mit zwei Nonnen und zwei Mönchen. Die fünf ungleichen Gäste, die lebenslustige Schwester Magdalen, die tugendhafte Schwester Chrysostom, der bäuerliche Bruder Virgilius, der intellektuelle Bruder Majellan und der jugendlich unbekümmerte Erzähler, verbringen viel Zeit miteinander und kommen sich daher, trotz anfänglicher Distanz und individueller Unterschiedlichkeit, über das gemeinsame Erlernen der irischen Sprache und den Austausch von Kindheitserinnerungen bald näher. Sie gehen immer vertrauter und unbefangener miteinander um und erleben zusammen vergnügte Abende bei Gesang, Tanz und Spiel. Obwohl diese abendlichen Vergnügungen gänzlich harmlos sind, dringen bald Gerüchte zu dem dicklichen Dorfvikar, der seine erste Stelle in diesem Ort hat und verächtlich „Lispeen“ genannt wird, was so viel wie „Frosch“ bedeutet.
Der Kaplan dringt daraufhin mit großem Getöse in das Haus der fünf ein, beschimpft sie und unterstellt ihnen in aufgeblasener und überheblicher Form ein unanständiges Verhalten. Die fünf waren sich zuvor in unreflektierter Selbstverständlichkeit keinerlei unsittlicher Handlungen oder Absichten bewusst; nun bewirkt die Standpauke des Geistlichen jedoch das genaue Gegenteil: Gerade durch den Reiz des Verbotenen haben sie fortan umso mehr Spaß an ihren abendlichen Vergnügungen, die sie trotz der Intervention des Vikars fortsetzen und sogar steigern. Sie gestalten nächtliche Konzerte im Garten, empfangen Besuch von Freunden aus der Umgebung, nehmen an Bootsfahrten auf dem nahegelegenen See teil und ihre Nachtruhe verschiebt sich immer weiter nach hinten.
Am letzten Abend erreicht das Treiben der fünf seinen dramatischen Höhepunkt: Sie nehmen spät abends an dem Bootsausflug einer fröhlichen Gesellschaft teil, der sich bis weit nach Mitternacht hinzieht. Bei der Rückkehr werden sie am Ufer von dem aufgebrachten Dorfkaplan erwartet, der die Namen aller Beteiligten wissen will. Nachdem er auch einen Versuch vereitelt hat, am gegenüberliegenden Ufer zu landen, verkleiden sich die beiden Mönche und die beiden Nonnen auf dem Boot und können sich nach der Landung unbemerkt an Lispeen vorbeischleichen, während die übrigen Teilnehmer der Fahrt sich um den Vikar drängen und ihn ablenken. Allerdings verliert eine der Schwestern ihren Nonnenschleier (Guimpe), der als belastendes Corpus Delicti am Anlegeplatz zurückbleibt.
Der Kaplan findet dieses Beweisstück und malt sich aus, wie er das anstößige Treiben der vier Ordensleute von der Kanzel anprangern und dem Pfarrer und dem Bischof melden wird. Zunächst aber wird er zu einem entfernt lebenden Kranken gerufen. Dieser Notruf ist jedoch ein Täuschungsmanöver des Erzählers, der in Abwesenheit des Kaplans das Beweisstück aus dessen Haus entwenden und so seine Freunde vor nachteiligen Folgen bewahren kann.
Äußerlich scheint damit alles wieder in Ordnung zu sein: Die beiden Nonnen und die beiden Mönche reisen am nächsten Tag ab, ohne Repressalien von übergeordneten kirchlichen Stellen befürchten zu müssen.
Der Erzähler sieht die beiden Nonnen und Bruder Virgilius nie mehr wieder, trifft aber dreiundzwanzig Jahre später zufällig Bruder Majellan in der Stadt. Der vormals kritische Intellektuelle, der sich als Einziger getraut hatte, dem Vikar entgegenzutreten, ist ein dünner, gebeugter, grauhaariger Mann geworden, der die Ereignisse im Rückblick selbst als bedenklich erklärt und deutliche Vorbehalte gegen sein damaliges Ausbrechen aus der klösterlichen Routine äußert, bevor er in sein Kloster in den Elendsvierteln der Stadt zurückkehrt. Zwei Stunden später begegnet der Erzähler vor dem Schaufenster einer Buchhandlung auch noch Lispeen, der sich bis auf seine leicht ergrauten Haare kaum verändert hat. Der Erzähler spricht ihn an und stellt fest, dass er sich, im Gegensatz zu Majellan und dem Erzähler, an den Sommer 1920 kaum noch erinnern kann („Es war nicht einfach, ihn an jene fernen Jahre zu erinnern“, S. 59).
Während Majellan gebrochen und resigniert erschien, zeigt sich Lispeen mit seinem Zylinder und Regenschirm mit silberner Krücke in unverändert aufrechter Haltung und begrüßt den Erzähler fröhlich wie einen besten Freund aus alten Tagen; die untergehende Sonne verstärkt symbolisch diesen Eindruck, indem sie sein rosiges Gesicht und die Seiten seines Zylinderhutes beleuchtet, so dass sie glühen und glänzen (S. 59). Lachend verrät er dem Erzähler, dass seine damalige Empörung nur vorgespielt war: „›Ach, wissen Sie‹, vertraute er mir mit strahlenden Augen an, ›es waren die reinsten Kinder! Solche Unschuldslämmer!‹ Er lachte beim Gedanken an die Unschuldsseelen. ›Natürlich mußte ich ihnen einen Schreck einjagen!‹“ (S. 60).

## Allgemeine Bedeutung der Geschichte
Im Mittelpunkt der Geschichte steht das Erleben des Konflikts zwischen Individuum und Gesellschaft, genauer gesagt der individuellen Reaktion auf die Umwelt und auf autoritäre Strukturen, hier in Gestalt des dörflichen Priesters, durch den Ich-Erzähler. Wie Kosok in seiner Analyse der Kurzgeschichte herausstellt, trägt dazu der „Kunstgriff“ des zeitlichen Abstands bei „durch die Einführung eines viel später spielenden Schlußteils. Obwohl der Erzähler namenlos und über weite Strecken im Hintergrund bleibt, ist er die eigentliche Zentralgestalt, weil er die Einsicht gewinnt, die den übrigen verschlossen bleibt und diese auch an den Leser weitergibt.“ Der Erzähler berichtet nach der Wiederbegegnung mit den beiden Hauptfiguren dreiundzwanzig Jahre später über die Ereignisse seiner Jugendzeit mit dem Abstand eines alternden Mannes. Ganz beiläufig wird aus dem „wir“ des Hauptteils das „ich“ des Schlussteils; wie der Wechsel des Personalpronomens zeigt, ist die frühere Gemeinschaft des Ferienkurses zerstört.
Bruder Majellan hat nichts mehr von den beiden Nonnen gehört und weiß auch nur wenig über Bruder Vigilius; er ist seit damals nie wieder in die Berge zurückgekehrt. In einer Hinsicht stimmt er jedoch mit dem Erzähler überein: „Die Berge sind einsam“ (S. 58, im englischen Original heißt es: „empty“) Vieles hat sich während der vergangenen dreiundzwanzig Jahre geändert; der eigentliche Schreck für den Erzähler ist jedoch nicht die Veränderung im äußeren Erscheinungsbild von Majellan („er war grau geworden und hielt sich ein wenig krumm und war viel magerer“, S. 58), sondern der Wandel in dessen Einstellungen: „›Ach, wissen Sie‹, sagte er nach kurzem Nachdenken, ›ich glaube nicht, daß ich es restlos billige, wenn die jungen Leute dort [d. h. nach Gaeltacht in die Berge] hingehen. Ich erscheine Ihnen hoffentlich nicht prüde oder dergleichen, aber … nun, Sie wissen ja, wie es dort zugeht!‹“ (S. 58).
Majellan ist nicht mehr der enthusiastische, idealistische Intellektuelle, der für seine eigenen unabhängigen Überzeugungen eintritt; bereits die gebeugte Haltung deutet an, dass er seine kritische Einstellung längst aufgegeben und sich den kirchlichen Autoritäten unterworfen hat. Er ist, wie Kosok schreibt, „zu einem mißtrauischen unsicheren alten Mann ohne jeden Einfluß degeneriert“. Allerdings sieht das allein der Erzähler, nicht aber Majellan selber; die sich hierin spiegelnde Trennung von dem Jugendfreund ist für den alternden Erzähler an dieser Stelle ein überaus schmerzhaftes Erlebnis.
Lispeens damaliges Eingreifen hat seine Wirkung nicht verfehlt: Majellan ist auf den aus Sicht der Kirche richtigen Weg zurückgekehrt. Der Erzähler jedoch sieht diesen Weg als falsch; die Intervention des Dorfvikars kann aus seinem Blickwinkel sogar als diabolisch ausgelegt werden. Er assoziiert Lispeen mit der Schlange in der Bibel und die vier Ordensleute mit den Bewohnern des Gartens Eden, denen es verboten wird, den Apfel vom Baum der Erkenntnis zu essen. So kommentiert er das Eingreifen Lispeens mit den Worten: „Die Schlange war mit der hinterlistigsten aller Versuchungen in den Garten gekommen.“ (S. 54)
Im Unterschied zu Bruder Majellan geht es Lispeen unverändert gut. Sein Zylinder und Regenschirm mit silberner Krücke betonen seinen Wohlstand; er zeigt sich dem Erzähler auch im Jahre 1943 noch als eine Achtung erheischende Autorität, die von jedem respektvoll gegrüßt wird und deren Macht nach wie vor ungebrochen ist. Jener Sommer 1920 war für ihn völlig bedeutungslos. Ironischerweise war, wie er offen kundtut, seine damalige moralische Entrüstung nur gespielt; Gewissensbisse hat er deswegen jedoch nicht einmal ansatzweise.

## Nebenfiguren
Schwester Magdalen wird in der Erzählung als „klein“ beschrieben; sie ist „so zierlich und heiter und übersprudelnd […], daß es ein Jammer schien, sie der Welt zu entziehen und in ein Kloster zu sperren“ (S. 44). Sie stammt aus der oberen städtischen Mittelschicht, ihr Vater war Arzt (S. 46 und S. 49). Beim Erlernen der irischen Sprache hat sie Schwierigkeiten, vor allem bei der Aussprache der gälischen Wörter (S. 45 ff.). Auffälligerweise wird ihr Charakter bereits durch die Namensgebung angedeutet. Dem Dorfkaplan stellt sie sich „sehr würdevoll und durchaus überlegen“ als „Schwester Maria Magdalena“ vor, woraufhin dieser grollend erwidert: „Ein sehr treffender Name!“. Maria Magdalena gilt im Neuen Testament als Vertraute von Jesus Christus, die nach seiner Kreuzigung dessen Botschaft verbreitet; andererseits wurde sie in der späteren Tradition auch mit der fußwaschenden Sünderin aus (Lk 7,36-50 ) gleichgesetzt und so das Urbild der „heiligen Sünderin“. In O’Faolains Kurzgeschichte ist sie diejenige, die zwar ebenso wie die anderen „sündigt“, doch dabei weniger moralische Bedenken hat und auch weniger von einem schlechten Gewissen geplagt wird.
Schwester Chrysostom verkörpert dagegen die autoritätsgläubige Ordensschwester, die die kirchlichen Normen verinnerlicht hat. Ebenso wie Virgilius macht sie Majellan Vorwürfe, weil er sich gegen den Vikar aufgelehnt hat: „[S]ie wußte, welchen Eindruck es in der Stadt machen würde, wo der Bischof wohnte und ihre Oberinnen sagen würden: ›Was ist das? Nonnen und Mönche wohnen im gleichen Haus? Und tanzen zusammen? Und singen Lieder?‹“ (S. 53). Sie unterscheidet sich von Schwester Magdalen nicht nur in ihrem äußeren Erscheinungsbild: „Schwester Chrysostom war von hohem Wuchs, […] sie hatte große Hände und eine verpickelte Haut […] Sie war in ihrem Wesen etwas steif“ (S. 44). Ihr moralisierender Charakterzug wird ebenfalls durch ihren Namen angedeutet, der auf den asketischen Kirchenlehrer Johannes Chrysostomos verweist. Sie sorgt dafür, dass die Abende zeitig enden und ist diejenige, die immer wieder ihre moralischen Bedenken äußert (vgl. z. B. S. 46 oder S. 50). Trotz ihrer „Warnungen und Ängste“ (S. 54), die von den anderen kaum beachtet werden, kann sie jedoch der Versuchung nicht widerstehen und nimmt ebenso wie die anderen an dem nächtlichen Treiben teil.
Bruder Virgilius ist „ein Bauernsohn von mächtigem Körperbau und gewaltiger Stimme; er hatte rote runde Backen und Nerven wie Stricke“ (S. 44). Dem Erzähler ist unklar, weshalb gerade er hatte Mönch werden wollen; wie der Erzähler glaubt, „eigne [er] sich viel besser zum Bauern als zum Lehrer“ (S. 44). Virgilius ist ein einfacher Mann vom Lande und der irischen Sprache bereits kundig. So hilft er den beiden Frauen bei der korrekten Aussprache des Gälischen und ist auch in der Lage, ein irisches Lied zu übersetzen (vgl. S. 45f.). Während bei Majellan dessen Intelligenz und Feinfühligkeit hervorgehoben werden, wird bei Bruder Virgilius die Schlichtheit und Natürlichkeit seines Wesens betont; anders als Majellan lässt er sich auch leichter durch die Autorität des Vikars einschüchtern.

## Sprachliche und symbolische Mittel
Wie Kosok in seiner Analyse der Geschichte herausstellt, zeigt die Beschreibung der Landschaft im Anfangsteil der Geschichte das Bild eines „Garten Eden“, in dem sich „Vorstellungen vom vorchristlichen Irland mit Zügen eines von Sünde freien christlichen Paradieses mischen“. Mensch und Natur leben in harmonischer Eintracht. An dem Tag, als sich die Gäste näher kommen, verändert sich auch die Natur: „Ich erinnere mich“, berichtet der Erzähler, „wie dann am Nachmittag die Nebelschliffe sich aus den Bergtälern erhoben und wie die Sonne den Felsen sanfte Dunstschleier abschmeichelte und die Forellen in einem See hochsprangen, der blau war wie das Fetzchen Himmelbläue zwischen den vergehenden Wolken.“ (S. 47) Die vier Ordensleute werden als die kindlich-unschuldigen Bewohner dieses Paradieses skizziert, sie sprechen in „kindlicher Begeisterung“ (S. 48), erröten, als sie ein Liebesgedicht übersetzen sollen (S. 50) und sind selbst im Streit „eher erstaunt als ärgerlich. Etwa wie Kinder, die gegen eine Tür gerannt sind“ (S. 50)
Am letzten Abend vor der Abreise kündigt sich nach dem Schrecken im Anschluss an die Bootsfahrt in aller Stille symbolisch der Herbst an: „Tau und Nebel hüllten das stille Haus auf allen Seiten ein. Der See sah frostig aus; der Himmel war bleich.“ (S. 58)
Zerstört wird diese unschuldige kindliche Freude und Harmonie durch den mit „Donnergetöse“ auftretenden Lispeen, dessen Erscheinung durchgängig Züge einer satanischen Gestalt aus dem Aberglauben des Volkes trägt. So sehen die fünf Freunde bei seinem Weggang beispielsweise „seinen Schatten vor dem verblassenden Glanz des Sees vorüberziehen“ (S. 53) und der Erzähler assoziiert ihn, wie bereits oben erwähnt, mit einer „hinterlistigen Schlange“ (S. 54). Überdeutlich wird das, wenn im letzten Satz der Kurzgeschichte der Erzähler sieht, wie jedes Mal, wenn Lispeen von den Leuten gegrüßt wird, „sein verlängerter Schatten hinter ihm wie ein Schwanz [wedelte]“ (S. 60).
Die Erzählung zeichnet sich durch eine außergewöhnliche Verdichtung aus; so genügen am Anfang wenige Sätze, um die vier Ordensleute zu charakterisieren, und der bereits erwähnte Wechsel des Personalpronomens von „ich“ zu „wir“ genügt, um zu zeigen, wie sich aus fünf Individuen eine Gemeinschaft entwickelt.
Die Erzählweise wechselt zwischen einer summarischen Darstellung der Rückblende auf das Jahr 1920 und Dialogpassagen, die die Unmittelbarkeit und dramatische Wirkung auf den Leser steigern, der auf diese Weise zum Augenzeugen der Ereignisse wird.
Ein weiteres sprachliches Merkmal der Kurzgeschichte sind die mehrfach verwendeten gälischen Ausdrücke, die das Lokalkolorit intensivieren, beispielsweise, als die fünf Teilnehmer des Ferienkurses mit ihren Hausaufgaben beschäftigt sind und die Aussprache der gälischen Wörter üben oder ein altes irisches Volkslied singen (S. 47ff.). Auch der Name Lispeen ist gälischen Ursprungs, vgl. „[…] nannten wir ihn auf irisch ‹Lispeen›, was Frosch heißt“ (S. 51).

## Politische Bedeutung

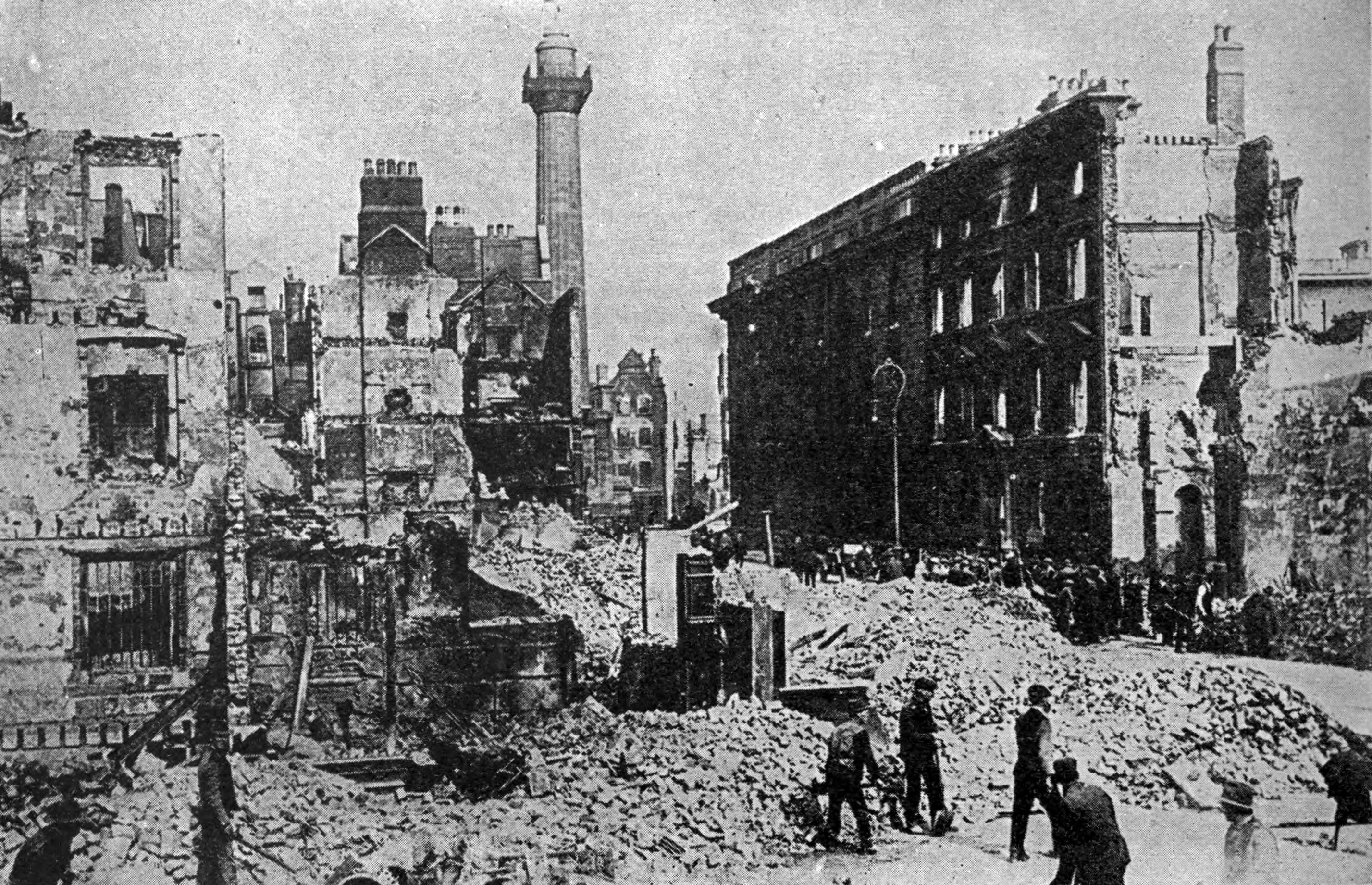
Dublin nach dem Osteraufstand 1916

The Man Who Invented Sin behandelt nicht nur auf einer allgemeinen Bedeutungsebene den Konflikt zwischen Individuum und Gesellschaft, sondern skizziert, wie Kosok hervorhebt, auch zwei wichtige Entwicklungsstufen der Geschichte Irlands. So datiert der Erzähler den Ferienkurs im Anfangsteil der Geschichte präzise auf das Jahr 1920 und stellt ihn damit in den Kontext des irischen Unabhängigkeitskrieges. Ein wichtiger kultureller Aspekt der irischen Unabhängigkeitsbewegung war die Rückbesinnung auf die vor-britische Kulturtradition, die in der Gaeltacht trotz der jahrhundertelangen Besetzungsgeschichte des Landes erhalten geblieben war und ihren deutlichen Ausdruck in der dort noch lebendigen gälischen Sprache fand, und das damit verbundene Bestreben zur Wiederbelebung der irischen Sprache. Mit der Schilderung des Versuchs städtischer Bevölkerungsgruppen, Irisch zu lernen, setzt O’Faolain damit in seiner Kurzgeschichte einen ausgesprochen politischen Akzent. Er verweist z. B. bei der Beschreibung der Unterbringung auf die Vertreibung der herrschenden britischen Oberschicht, der Protestant Ascendancy: „Die Mönche und Nonnen kauften leere Herrenhäuser, die nach der Revolution von den Besitzern aufgegeben worden waren. Und uns anderen traten die Bergleute ihre besten Zimmer ab.“ (S. 43) Die Wiederbegegnung zwischen Stadt- und Landbevölkerung spiegelt sich auch in dem Gegensatz zwischen Schwester Magdalen, der „Städterin“ (S. 46) und Bruder Virgilius, dem „Bauernsohn“ (S. 44); die abendlichen Diskussionen bringen die weitverbreitete Anteilnahme an der Zukunft Irlands zum Ausdruck: „Und schon waren sie mitten in einer hitzigen Diskussion, wie wir sie in jenen Tagen ständig hatten, zum Beispiel, ob Irland immer ein Agrarland bleiben müsse …“ (S. 46). Der Idealismus dieser Zeit zeigt sich auch in dem Verhalten der Kursteilnehmer, deren neugewonnene Freiheit nicht nur zu politischer Unabhängigkeit, sondern auch zu neuer Toleranz für ein harmonisches Nebeneinander von Lebensformen führt, die bis dahin in Irland als unvereinbar erschienen: „Wenn man hoch in die Berge stieg, um nackt in einem winzigen Seelein zu baden, konnte man unversehens eine Reihe von jungen Studenten gewahren, die wie Alpinisten von der nächsten Felsschulter lachend auf einen niederpurzelten; oder man konnte an einem verlassenens Bergpaß [sic] Arm in Arm mit seiner Liebsten um eine Felsnase biegen und platze mitten in eine Schar junger Nonnen, die würdevoll zwischen den Felsen Choräle sangen …“ (S. 43). Die Bedrohung dieser Haltung kommt am Ende des Kurses zum Ausdruck, als Schwester Magdalen die Vorfreude von Virgilius auf den nächsten Sommerkurs mit den Worten kommentiert: „Falls nächstes Jahr überhaupt Sommerkurse sind“ (S. 55).
Tatsächlich war Kosok zufolge 1920 der Höhepunkt der enthusiastischen Nationalbewegung erreicht. Nach dem Waffenstillstand im folgenden Jahr und den anschließenden Vertragsverhandlungen mit England, die zu dem verheerenden Bürgerkrieg von 1922/23 führten, wurden die idealistischen Vorstellung der neugewonnenen Freiheiten völlig zerstört. In der Kurzgeschichte spiegelt sich dies symbolisch in dem veränderten Bild der ansonsten so harmonischen Natur bzw. Landschaft: „Dann schwoll der graue Berg vor dem sich ausbreitenden Mondschein wie ein Gespenst an, und das ganze Land wurde schwarz und weiß. […] Auf dem Wasser wurde es kalt.“ (S. 56)
Der auf 1943 datierte Schlussteil der Geschichte deutet die weiteren Auswirkungen dieser Entwicklung an. Durch die Neutralität Irlands im Zweiten Weltkrieg wurde dessen wirtschaftliche, politische und kulturelle Isolation verstärkt; das Kleinbürgertum war zur herrschenden Schicht im Staate geworden, ohne die Kulturtradition der Protestant Ascendancy zu übernehmen; alle bedeutsamen Entscheidungen wurden von der katholischen Kirche, gleichfalls ohne Bezug zur kulturellen Überlieferung, getroffen. Es herrschte, wie Kosok schreibt, „kaum vorstellbarer Provinzialismus; Intoleranz, Prüderie und Mißtrauen in allen Lebensbereichen, rigorose Unterdrückung aller nicht Anpassungsbereiten und eine staatliche institutionalisierte Literaturzensur, die mehrere von O’Faolains Werken wie die Bücher fast aller angesehenen Schriftsteller des Landes verbot.“ Diese Atmosphäre findet in The Man Who Invented Sin ihren Ausdruck in der Schilderung der Wiederbegegnung des Erzählers mit Majellan und Lispeen. Die Ziele des Unabhängigkeitskampfes sind aus O’Faolains Sicht pervertiert worden durch die „Vorherrschaft von Intoleranz, engstirniger Moral und klerikaler Bevormundung“. Der Satz in der Erzählung: „Die Berge sind einsam“ (S. 58) deutet auf das Ende der Gaeltacht, die nun durch Landflucht und Auswanderung entvölkert ist.

## Autobiografischer Hintergrund
Sean O’Faolain nahm in seiner Jugend selber an Sommerkursen in der Gaeltacht teil, um sich mit der irischen Sprache und Kultur vertraut zu machen. Verschiedene Biografen und Interpreten von The Man Who Invented Sin verweisen auf diesen autobiografischen Hintergrund der Kurzgeschichte. Die Parallelen zu den Schilderungen von O’Faolains Jugenderinnerungen an anderen Stellen sind unverkennbar, beispielsweise seine Erinnerung an die Unterbringung in gemeinsamen Schlafsälen, die von den Hausbesitzern in Räumen unter dem Dach eingerichtet wurden, oder an die Freizeitaktivitäten der Studierenden. Der Schauplatz der Kurzgeschichte ist ein typisch irischer Ort in der Gaeltacht. O’Faolains Biograf Maurice Harmon geht sogar so weit, anhand der Schilderung in der Kurzgeschichte Tuirin Dubh als Schauplatz der Erzählung zu benennen – jenen Ort, an dem O’Faolain als Jugendlicher seine Sommer verbrachte. Auch das Alter des Ich-Erzählers entspricht dem des Autors.
Die in The Man Who Invented Sin deutlich anklingende Kritik an der Autorität der katholischen Kirche in Irland darf jedoch nicht als allgemeine anti-katholische Aussage O’Faolains missverstanden werden. Weder lehnte O’Faolain den irischen Nationalismus explizit ab, noch gab er seinen katholischen Glauben auf. Obwohl er sich eindeutig gegen die inhumane, menschenverachtende Haltung oder Einstellung des katholischen Klerus in Irland wandte, verhinderten seine verschiedenen Auslandsreisen eine völlige Abwendung vom katholischen Glauben. Seine Wandlung von einem durch den traditionellen irischen Katholizismus geprägten Glaubensverständnis zu einer freieren Auffassung fasste er in die Worte: “I was in fact exactly forty-six years old before I finally abandoned the faith of my fathers, and under the life-loving example of Italy, became converted to Roman Catholicism” (deutsch: „Tatsächlich wurde ich genau 46 Jahre alt, bevor ich endlich den Glauben meiner Väter aufgab und mich am lebensbejahenden Beispiel Italiens zum römischen Katholizismus bekehrte.“)

## Stellung der Erzählung im literarischen Werk O’Faolains
Der Mann, der die Sünde erfand wird in der Literaturwissenschaft zu den besten englischsprachigen Kurzgeschichten gezählt. Sie steht zeitlich ziemlich genau im Mittelpunkt der literarischen Laufbahn Sean O’Faolains und bildet einen Schnittpunkt verschiedener Entwicklungslinien zwischen seinen frühen überschwänglich-enthusiastischen und späteren ironisch-distanzierten, gelegentlich kühl wirkenden Erzählungen, wie Kosok in seiner Analyse aufzeigt. In The Man Who Invented Sin ist das Engagement des Autors ungebrochen erkennbar, unzweifelhaft romantische Ansätze werden jedoch mit kontrollierter Distanz gestaltet, so dass die Kurzgeschichte stellenweise durchaus komische Züge erhält, beispielsweise in der mit großer Anteilnahme geschilderten Szene, als Magdalen sich mit dem roten Taschentuch von Bruder Virgilius die Augen trocknet (S. 49).
Diese Schaffensphase O’Faolains ist gekennzeichnet durch sein, wie er es selbst ausdrückt, Bemühen um “sublety, compassion, understanding irony, and a perceptive awareness of the complexity of human nature” (deutsch: „Feinheit, Mitgefühl, verständnisvolle Ironie und aufmerksames Bewusstsein für die Komplexität des menschlichen Wesens“) Formal steht The Man Who Invented Sin zwischen den beiden Erzählformen der „Tale“ und der „Short Story“, die O’Faolain in seinen literaturtheoretischen Ausführungen zu unterscheiden versucht. So beschreibt er die Kurzgeschichte als „concentrated stuff“ (d. h. sinngemäß als „Konzentrat“), während die „Tale“ (dt. ‚Geschichte oder Erzählung‘) “[ …] much more free, carries more cargo, roves farther, has time and space for more complex characterization, more changes of mood, more incidents and scenes, even more plot” (deutsch: „sehr viel freier [ist], mehr Ladung transportiert, weiter ausgreift, die Zeit und den Raum für komplexere Charakterisierung hat, mehr Stimmungswechsel, mehr Ereignisse und Szenen, sogar mehr Handlung“) Der Mann, der die Sünde erfand weist einerseits ein hohes Maß an Konzentration und Verdichtung auf, enthält aber ebenso eine größere Vielfalt an Ereignissen, Figuren, Stimmungsbildern und Bedeutungsnuancen als die klassische „Short Story“ im O’Faolainschen Sinne.
Indem The Man Who Invented Sin die Schilderung scharfsinnig beobachteter, glaubhaft erzählter Ereignisse von allgemeiner Bedeutung mit der politischen Situation Irlands verknüpft, erhält die Erzählung eine Realitätsgrundlage, die den universellen Bezug zur „Entstehung der Sünde“ in eine konkrete historisch-politische Entwicklung integriert.